# 랜디 그리핀

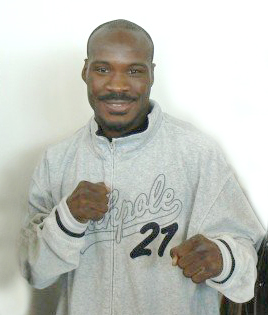

랜디 그리핀(Randy Griffin)은 미국의 남자 권투 선수이다. 프로 복서이다. 미들급으로 가장 잘 알려진 그는 라이트 헤비급으로 시작하여 체급에서 내려왔다. 그리핀은 2007년 10월 20일 WBA 미들급 타이틀에 도전했지만 디펜딩 챔피언 펠릭스(Felix Sturm)와 무승부를 기록했지만 2008년 7월 5일 그에게 패배했다.
아마추어 그리핀은 1997년과 1999년 펜실베이니아 스테이트 골든 글러브(Pennsylvania State Golden Globe) 챔피언이었다. 그는 또한 1998년 굿윌 게임즈 75kg 급에 출전하여 8강전에서 프랑스의 장 폴 멘디에게 패했다.